# Melle Oldeboerrigter
Melle Oldeboerrigter (Amsterdam, 27 mei 1908 – aldaar, 24 mei 1976) was een Nederlands kunstenaar, die zijn werk alleen met zijn voornaam signeerde. Hij was kunstschilder, aquarellist, tekenaar, lithograaf, etser, boekbandontwerper, collagist en textielkunstenaar.

## Biografie
Hij werd geboren op het Amsterdamse eiland Wittenburg, als zoon van Johanna Geertruida de Vries (1870-1948) en de anarchistische zeeman Hendericus Oldeboerrigter (1865-1947), en had een hechte band met zijn moeder en zijn twee zusjes Liberta en Henriëtte. Zijn vader was als zeeman weinig thuis, maar beide ouders stimuleerden hun kinderen om zich vooral verder te ontwikkelen.
Melle begon al jong met tekenen; de natuur was hierbij een geliefd onderwerp. Heel precies gaf hij onder meer kikkervisjes, fluitenkruid of vogels weer. Maar hij kon ook opgaan in zijn fantasiewereld. In een interview met Ischa Meijer in 1972 zou hij verklaren dat zijn jeugd arm maar wel gezellig was. Hij omschreef zijn moeder als 'een wijze vrouw' bij wie hij troost vond na de vele 'visionaire' nachtmerries, die 'niet zoveel verschilden van de 'beeldengolven' die hem in zijn latere leven 'overspoelden' en die op expliciete wijze in zijn werk zouden terugkeren.
In 1922 werd de veertienjarige Melle aangenomen op de grafische school in Amsterdam, waar hij onder meer leerde letterzetten. 's Nachts volgde hij lithografielessen. In deze tijd was hij lid van de anarchistische groepering De Moker en verschenen zijn eerste illustraties in het gelijknamige blad. Tussen 1934 en 1936 maakte Melle omslagontwerpen voor exiluitgeverij Boekenvrienden Solidariteit en Het Nederlandsch Boekengilde van Heinz Koch in Hilversum.
In 1930 werd hij letterzetter bij uitgeverij De Arbeiderspers, tevens uitgever van dagblad Het Volk; al gauw raakte hij ook betrokken bij de opmaak van de krant. Hij leefde toen al samen met Marth Bruijn (1910-2006), die hij eind jaren twintig had leren kennen kennen. In mei 1936 vestigden ze zich op kamers op de bovenste verdieping van het pand aan de Amsteldijk 62 in Amsterdam. Er was daar ook plaats voor een atelier. Hier ontstond in 1938 zijn eerste bekende olieverfschilderij 'De onbekende soldaat'. Zijn oeuvre groeide gestaag. Eind november 1944 trok Melle in bij Puck van Hilst (1912-2002) – zijn latere echtgenote –, maar hij hield zijn atelier op de Amsteldijk aan, waar Marth Bruijn haar hele leven zou blijven wonen.
Na de oorlog wijdde Melle zich nog uitsluitend aan zijn kunstenaarschap. Hij bleef op donderdagen werken op zijn atelier op de Amsteldijk. In de loop der jaren produceerde hij ruim 275 olieverfschilderijen, ten minste tweehonderd aquarellen, duizenden tekeningen in verschillende technieken (litho's, etsen, Oost-Indische inkt, potlood, conté enzovoort) en een aantal borduursels en knipsels.
Melles eerste solotentoonstelling vond plaats in 1947 in Huize Sluiter te Groningen en werd geopend door Hendrik de Vries. In 1953 werd hij 'praktijkleraar' aan het Instituut voor Kunstnijverheid, de latere Rietveldacademie. Hij toonde zich bijzonder betrokken bij zijn leerlingen. Vaak nodigden Puck en Melle de studenten ook bij hen thuis uit. Zijn werk had al eerder deel uitgemaakt van groepstentoonstellingen, maar toen hij in 1955 was uitgenodigd voor deelname aan de groepstentoonstelling Kunstenaars herdenken 5 mei. Tien jaar na-oorlogse schilderkunst in het Stedelijk Museum te Amsterdam, weigerde de toenmalige directeur Willem Sandberg twee van de drie door hem ingezonden werken, omdat hij ze vanwege de afgebeelde geslachtsdelen 'ongeschikt' vond om door schoolkinderen te worden gezien. Melle zond twee andere werken in, maar was gekrenkt. Ook andere Nederlandse musea boycotten daarna zijn werk. Het is geen toeval dat sindsdien het aantal fallussen en vulva's in zijn werk explosief toenam. Niet veel later maakte de seksuoloog Coen van Emde Boas een geruchtmakende analyse van Melles werk naar aanleiding van zijn schilderij 'Reguliersgracht'. Hij meende dat Melles 'preoccupatie' met genitaliën verband hield met zijn jeugd. Melle echter dichtte daaraan een andere betekenis toe. Hij vond dat de mens, en dan vooral de man, onderhorig is aan zijn seksuele drift, hetgeen volgens hem de voornaamste reden was voor het bestaan van onze soort. De natuur werd zodanig door deze mannelijke drift beheerst dat hij in zijn werk ook vrouwen, dieren, planten en zelfs gebouwen van een of meer fallussen voorzag, hetgeen hem er overigens niet van weerhield om meermaals ook vrouwen met haar geslachtsorganen af te beelden.
Melle maakte nooit gebruik van voorstudies, maar schilderde alles uit zijn hoofd, zonder vooropgezette compositie. Daarom was het voor hem altijd onzeker welke uiteindelijke vorm een werk zou aannemen en vaak toonde hij zichzelf daar dan ook verrast over: 'Moet je mij nou eens zien!'. Hij verzette zich nadrukkelijk tegen zijn indeling door 'kunstkenners' bij de surrealisten en noemde zichzelf een ‘visionair schilder’. De enige schilder met wie hij zich desgevraagd verwant voelde was Jheronimus Bosch.
Melles bekendheid nam met de jaren gestaag toe. Hij maakte kennis met Amsterdamse kunstenaars en was bevriend met Gerard Reve en Geert van Oorschot. Met zijn eerste schilderijen bekostigde hij de gasrekening of de huur, later werden de kopers op wachtlijsten gezet. Meestal konden zij zelf niet hun voorkeur aangeven, en kregen eenvoudig het stuk aangeboden dat Melle hen toewees. Maar niet iedereen kon bij hem kopen. Toen de internationaal vermaarde kunstverzamelaarster Peggy Guggenheim bij hem aanbelde, zei Melle, die zelf de deur opende: 'De schilder is niet thuis.' Liefhebbers van zijn werk als Freddy Heineken, Jeroen Krabbé en Maarten van Bommel hadden meer geluk.
In 1961 werd Melle door de Stichting Kunstenaarsverzet 1942-1945 gelauwerd met de Prijs van de Stichting Kunstenaarsverzet. Hij weigerde de prijs omdat een van de juryleden tijdens de Duitse bezetting lid was geweest van de Kultuurkamer. In 1968 werd hij benoemd tot Ridder in de Orde van Oranje-Nassau, een koninklijke onderscheiding waarop hij bijzonder trots was. In datzelfde jaar werd Melle uitgebreid gefêteerd ter gelegenheid van zijn zestigste verjaardag in de 'Koningszaal' van Artis, de Amsterdamse dierentuin. Bij die gelegenheid verscheen tevens en in nauw overleg met hem zelf, op initiatief van de uitgever Geert van Oorschot de "Melle-map": twaalf reproducties van zijn werk op ware grootte en twee originele litho's.
Pas in 1972 gunde het Stedelijk Museum Amsterdam Melle zijn eerste overzichtstentoonstelling.
In 1973 ging Melle met pensioen. Drie jaar later stierf hij ten gevolge van een hartaanval.

## Postume exposities
Ter gelegenheid van het honderdste geboortejaar van Melle organiseerde het Museum voor Moderne Kunst Arnhem (MMKA) de grootste overzichtstentoonstelling ooit van zijn werk, waaronder ruim 150 olieverfschilderijen; zij was te bezichtigen van 25 oktober 2008 t/m 1 februari 2009.
In maart 2017 organiseerde Stichting Tranendal, die ook een aan Melles leven en werken gewijde website beheert, de expositie '40 teruggevonden werken van Melle' waar onder meer zeven olieverfschilderijen werden getoond die verloren waren gewaand. Mede als gevolg van de publiciteit hierover zijn in het daaropvolgende jaar nog eens zes schilderijen en een fors aantal tekeningen opgedoken. Op Melle.tranendal.nl staat onder meer een lijst van werken die nog steeds 'kwijt' zijn en de oproep om mee te helpen zoeken.